# Gašpar Igl
Gašpar Igl, slovenski rimskokatoliški duhovnik, redovnik in pridigar, * 6. januar 1667, Ljubljana, † 26. junij 1728, Ljubljana.

## Življenje in delo
Igl je nižje šole končal v Ljubljani, študij filozofije in teologije pa na Dunaju (1683), ter bil sprejet v jezuitski red. Leta 1693 je bil redovnik v Trenčínu (Slovaška) ter nato dolga leta slovenski pridigar v Celovcu, Gorici, Trstu in Ljubljani.